# Fox Theater Pomona
Fox Theater Pomona — отреставрированный кинотеатр в стиле ар-деко, построенный в эпоху золотого века Голливуда в Помоне, округ Лос-Анджелес, Калифорния.
На Сегоднешний день театр «Фокс Помона» — это современная площадка для концертов, кинопоказов, представлений и вечеринок. Он является визитной карточкой Арт-колонии Помоны — оживлённого района с галереями, ночными клубами, лофтами и ресторанами.

## История
Здание в стиле ар-деко  с устремленной ввысь башней было спроектировано фирмой Balch & Stanberry.
Часто использовалось голливудскими студиями для проведения предварительных показов своих будущих фильмов, чтобы исследовать реакцию зрителей. Театр, как и другие крупные однозальные кинотеатры, пришёл в упадок в начале 1970-х годов из-за растущей популярности мультиплексов. Он просуществовал несколько лет, показывая фильмы на испанском языке, а затем закрылся в 1977 году.
В 2002 году была основана некоммерческая организация Pomona Fox Corporation для изучения возможностей сохранения и повторного использования театра, но им не удалось обеспечить достаточное финансирование для реставрационных работ. В феврале 2007 года здание было продано нынешним владельцам, семье Тессье (которая создала концепцию Pomona Arts Colony и занималась реконструкцией многих местных зданий, имеющих историческое значение) и их семейной компании Gerald Investments. 10 миллионов долларов были потрачены на реставрацию здания, превратив его в прекрасно обновлённую площадку для проведения мероприятий, посвященных искусству, музыке и кино. После двух лет реставрации театр Fox Theater Pomona вновь открылся 21 мая 2009 года, вмещая около 2000 зрителей. Он занял 23-е место в рейтинге 50 лучших концертных площадок Лос-Анджелеса по версии журнала LA Weekly.
В нем дали концерты множество музикальных групп и певцов.
Известные из них  Blur, Crystal Castles, Green Day, Megadeth, Marilyn Manson, Morrissey, Oliver Tree, Paramore, Slowdive, Twin Tribes, Tyler The Creator, Twenty One Pilots, Maerux.